# جنغل أباد (اسماعيلي كرمان)
جنغل أباد (بالفارسية: جنگل‌آباد) هي قرية تقع في إيران في منطقة إسماعيلي. يقدر عدد سكانها بـ 0 نسمة بحسب إحصاء 2016.